# Otto 3. (Tysk-romerske rige)
Otto 3. (juni/juli 980- 23. januar 1002) var tysk konge fra 983 til 1002 og tysk-romersk kejser fra 996 til 1002. Han efterfulgte sin far, Otto 2., og blev fulgt af sin fætter Henrik 2..

## Eksterne links
- Wikimedia Commons har flere filer relateret til Otto 3. (Tysk-romerske rige)

| Henrik 5.LiudolfingerneFødt: 980 Død: 23. januar 1002 |                                       |                          |
| Titler som regent                                     |                                       |                          |
| Foregående: Otto 2.                                   | Tysk-romersk kejser 996–1002          | Efterfølgende: Henrik 2. |
| Foregående: Otto 2.                                   | Tysk konge 983–1002 med Otto 2. (983) | Efterfølgende: Henrik 2. |